# تسرب الكيلوس

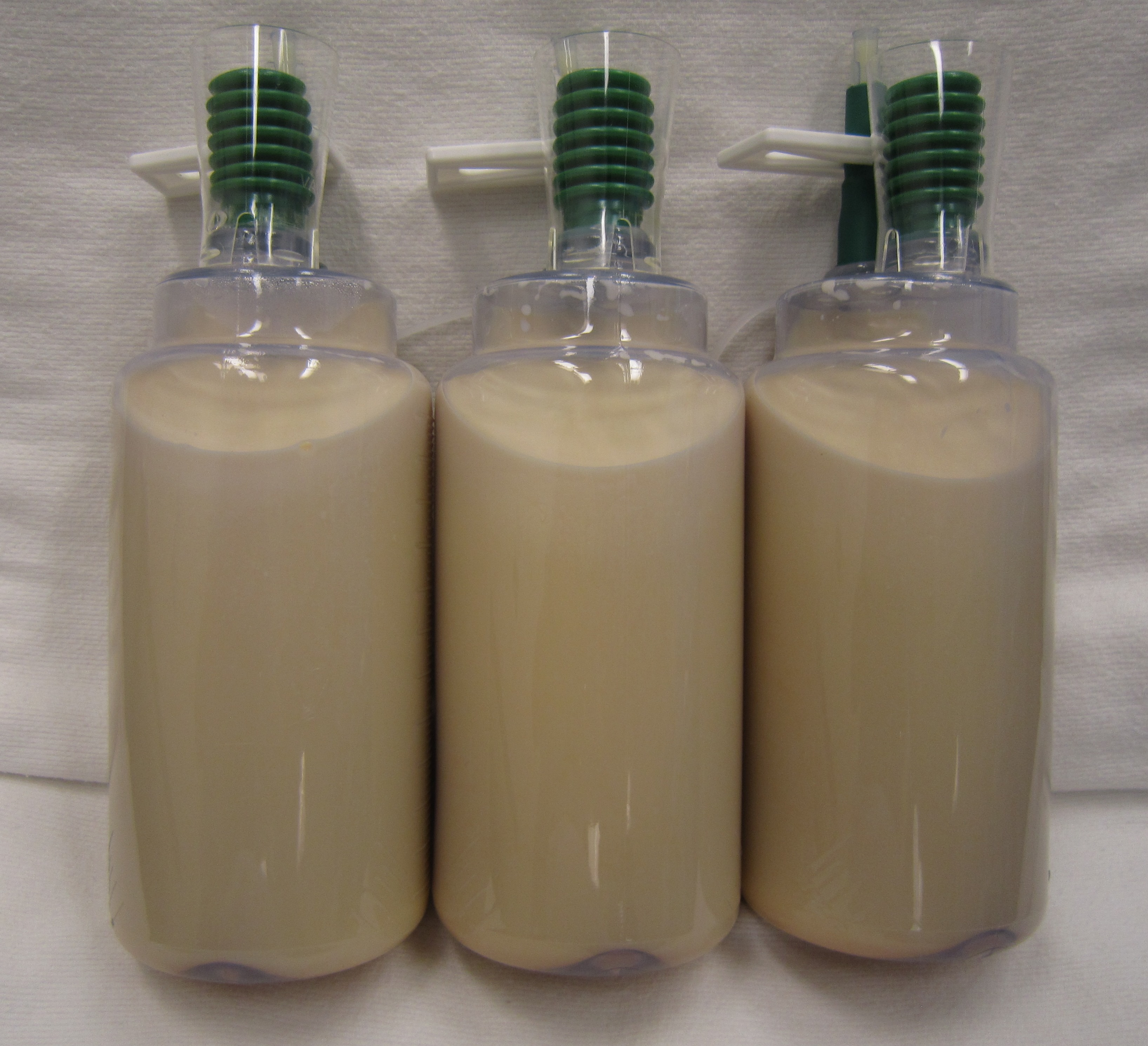
سائل من صدر مريض مصاب بتسرب الكيلوس

تسرب الكيلوس (بالانجليزية: Chylothorax) هو تراكم غير طبيعي للكيلوس، وهو سائل لمفي غني بالليبيدات (الدهون)، في الفراغ المحيط بالرئة (التجويف الجنبي). عادةً ما تُعيد الأوعية اللمفاوية للجهاز الهضمي الدهون الممتصة من الأمعاء الدقيقة عبر القناة الصدرية، والتي تصعد خلف المريء لتصريفها إلى الوريد العضدي الرأسي الأيسر. في حال وجود خلل في تصريف القناة الصدرية الطبيعي، إما بسبب انسداد أو تمزق، يمكن أن يتسرب الكيلوس ويتراكم ضمن التجويف الجنبي ذي الضغط السلبي. لدى الأشخاص الذين يتبعون نظامًا غذائيًا عاديًا، يمكن أحيانًا كشف هذه المجموعة من السوائل من خلال مظهرها الأبيض الحليبي العكر، إذ يحتوي الكيلوس على ثلاثيات الغليسريد المستحلبة.
يعتبر تسرب الكيلوس حالة نادرة ولكنها خطيرة، إذ تشير إلى تسرب في القناة الصدرية أو أحد روافدها. هناك العديد من العلاجات الجراحية والتحفظية على حد سواء. نحو 2-3% من تجمعات السوائل المحيطة بالرئتين (الانصباب الجنبي) هي عبارة عن تسربات كيلوسية. يجب التمييز بين تسرب الكيلوس وتسرب الكيلوس الكاذب (انصباب جنبي يحوي نسبة مرتفعة من الكوليسترول)، والذي له مظهر مشابه ولكنه ناتج عن عمليات التهابية مزمنة ويتطلب علاجًا مختلفًا.

## العلامات والأعراض
تعتمد أعراض تسرب الكيلوس على كميته والسبب الكامن. قد لا يسبب تسرب الكيلوس البسيط أي أعراض ويمكن اكتشافه فقط من خلال تصوير الصدر بالأشعة السينية لغرض آخر. قد يؤدي تسرب الكيلوس بكميات كبيرة إلى ضيق النفس أو الشعور بالضغط في الصدر، بسبب وجود السوائل التي تقيد تمدد الرئتين، رغم أن تسرب الكيلوس بكميات كبيرة قد يبقى لا عرضيًا إذا تراكم الكيلوس ببطء، فقد يتوفر وقت كافٍ لتعتاد الرئتان على الضغط الناتج. لا يرتبط ظهور الحمى أو ألم الصدر عادةً بمرض تسرب الكيلوس، إذ أن الكيلوس لا يسبب الالتهاب في حد ذاته.
عند الفحص، قد يؤدي تسرب الكيلوس إلى انخفاض أصوات التنفس في الجانب المصاب، وسماع صوت باهت عند النقر على الصدر أو طرقه. في حالات تسرب الكيلوس بعد الجراحة، قد تكون العلامة الأولى هي التصريف المستمر من المصارف الوربية. قد يسبب تسرب الكيلوس بكميات كبيرة ظهور علامات تتعلق بفقدان العناصر الغذائية، بما في ذلك مظاهر سوء التغذية أو انخفاض القدرة على مقاومة العدوى. يمكن أن يتسبب التراكم السريع للكيلوس على حدوث انخفاض مفاجئ في حجم الدم، ما يؤدي إلى انخفاض ضغط الدم.

## الإنذار
انخفضت معدلات الإمراضية والوفيات المرتبطة بتسرب الكيلوس مع تحسن العلاجات. يكون إنذار حالات تسرب الكيلوس الخبيثة والثنائية والمزمنة أسوء من الأنماط الأخرى. حاليًا، تبلغ معدلات الوفيات والإمراضيات نحو 10% إذا عولجت جراحيًا. إذا استمرت الحالات بعد الجراحة وعولجت بشكل تحفظي، قد يصل معدل الوفيات إلى 50%.

### المضاعفات
تشمل مضاعفات تسرب الكيلوس سوء التغذية وتثبيط المناعة والتجفاف وضيق النفس. تعتمد شدة المضاعفات على مدى سرعة تراكم الكيلوس وكميته ومدى إزمان تسربه.

## وصلات خارجية
- 00085 على النص التشعبي التعاوني للأشعة (CHORUS)
- جامعة ويسكونسن-ماديسون: http://www.vetmed.wisc.edu/dss/ChyloThoraxTrial/page5.php
- Morris Animal Foundation: http://www.morrisanimalfoundation.org/ada_studies.php?col=study&val=179